# Tramlink
Le Tramlink, également appelé Croydon Tramlink ou tramway de Croydon, est un réseau de tramway dans le district de Croydon au sud de Londres. Il comprend trois lignes, 28 km de voies et 39 stations. Mis en service le 10 mai 2000, il est géré par Tram Operations Limited, filiale de First Group, sous l'autorité de Transport for London (TfL). À côté de Croydon, Tramlink dessert aussi les districts de Bromley, Merton et Sutton.
Le Tramlink a une correspondance avec le métro de Londres (à la station Wimbledon sur la District Line) et une correspondance avec le réseau Overground (à la station West Croydon sur la East London Line). Il fut créé en raison de l'absence de desserte par le métro de Croydon et de ses environs.

## Réseau actuel
| Beckenham Junction à Wimbledon | Elmers End à Wimbledon | New Addington à West Croydon |
| --- | --- | --- |
| - Beckenham Junction - Beckenham Road - Avenue Road - Birkbeck - Harrington Road - Arena - Woodside - Blackhorse Lane - Addiscombe - Sandilands - Lebanon Road - East Croydon - George Street - Church Street - Wandle Park - Waddon Marsh - Ampere Way - Therapia Lane - Beddington Lane - Mitcham Junction - Mitcham - Belgrave Walk - Phipps Bridge - Morden Road - Merton Park - Dundonald Road - Wimbledon (puis retour vers Wandle Park) - Reeves Corner - Centrale - West Croydon - Wellesley Road (puis vers East Croydon et retour vers Beckenham Junction) | - Woodside - Blackhorse Lane - Addiscombe - Sandilands - Lebanon Road - East Croydon - George Street - Church Street - Wandle Park - Waddon Marsh - Ampere Way - Therapia Lane - Beddington Lane - Mitcham Junction - Mitcham - Belgrave Walk - Phipps Bridge - Morden Road - Merton Park - Dundonald Road - Wimbledon (puis retour vers Wandle Park) - Reeves Corner - Centrale - West Croydon - Wellesley Road (puis vers East Croydon et retour vers Elmers End) | - New Addington - King Henry's Drive - Fieldway - Addington Village - Gravel Hill - Coombe Lane - Lloyd Park - Sandilands - Lebanon Road - East Croydon - George Street - Church Street - Centrale - West Croydon - Wellesley Road (puis vers East Croydon et retour vers New Addington) |

## Exploitation

### Matériel roulant
Le Tramlink est équipé de 30 rames à plancher bas dont 24 du type Flexity Swift, dénommées localement CR4000, construites par Bombardier dans son usine de Vienne en Autriche. En 2008/2009, ces rames ont fait l'objet d'une rénovation (nouvelle livrée, nouveaux sièges, nouveau système d'information voyageur). Une rame a une longueur de 30,1 mètres et une largeur de 2,65 mètres et dispose d'une capacité de 70 places assises pour une capacité totale de 200 personnes environ.   
Le 18 août 2011, TfL annonce que le constructeur suisse Stadler a remporté un appel d'offres pour la livraison de six nouvelles rames lancé en janvier 2011. Ce nouveau matériel du type Variotram d'un coût de 16,3 millions de livres et d'une longueur de 32 mètres est entré en service au printemps 2012 ; il est proche des véhicules utilisés par le métro léger de Bergen.
En 2013, une commande de quatre rames supplémentaires Variotram est passée au constructeur suisse pour une mise en service en 2015.

### Atelier
Le site de dépôt et de maintenance de Tramlink (Therapia Lane Depot) est situé dans le borough londonien de Sutton entre les stations Therapia Lane et Beddington Lane. Construit en 1998 sur un ancien site ferroviaire, le dépôt accueille l'ensemble des rames du réseau ainsi que les infrastructures nécessaires à la maintenance. Le poste de contrôle et une antenne de la British Transport Police y sont également localisés.

## Accident

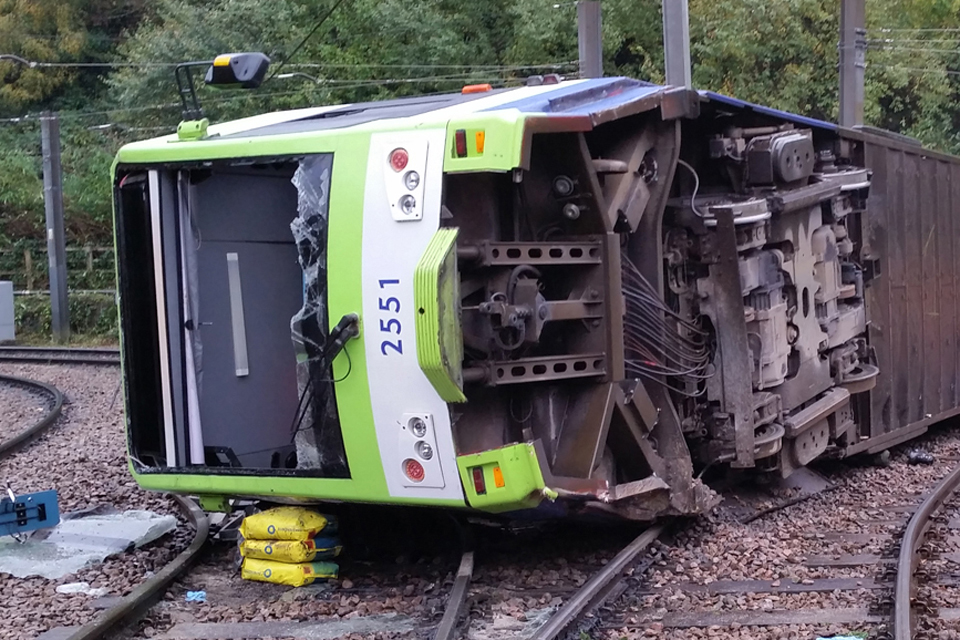
La rame après son déraillement en novembre 2016.

Le 9 novembre 2016, vers 6 heures 10 du matin, une rame se renverse près de la station Sandilands, tuant sept de ses passagers et en blessant une cinquantaine. Ce bilan est assez lourd, alors pourtant que la rame, circulant en site propre, est le seul véhicule impliqué. Le type de verre utilisé, dont le bris a provoqué de graves lacérations des victimes, a pu contribuer à alourdir ce bilan. Le machiniste (conducteur) est arrêté car il n'aurait pas respecté la limitation de vitesse à l'approche d'une courbe dangereuse. Un acte volontaire est évoqué, la date du 09/11 ressemblant à celle des attentats du 11 septembre 2001, mais le jour même les forces de l'ordre indiquent à la BBC que l'acte est involontaire.